# Museu da Imagem e do Som de Belo Horizonte
O Museu da Imagem e do Som de  Belo Horizonte (MIS BH) é um museu localizado em Belo Horizonte, que integra a Fundação Municipal de Cultura da Prefeitura de Belo Horizonte. Situado na Avenida Álvares Cabral, no bairro de Lourdes, o museu é sediado em uma antiga residência construída no início do Século XX. A instituição possui um acervo com mais de 90.000 itens em diversos suportes, com importantes registros fílmicos sobre a história da capital mineira. O MIS BH além de realizar exposições de média e longa duração, promove eventos culturais e educativos.

## História
Criado inicialmente como Centro de Referência Audiovisual (CRAV). A instituição foi idealizada no âmbito do poder público ainda em 1989, quando através da lei nº 5.553 daquele ano, foi autorizada a criação por decreto a Fundação 'Museu da Imagem e do Som'. Em 1992, como embrião para a futura implementação do Museu, é criado o Centro de Referência Audiovisual (CRAV), tendo a sua efetiva inauguração somente em 1995. 
Instalou-se inicialmente na Casa da Serra, (atual sede da Diretoria de Patrimônio Cultural e Arquivo Público). Posteriormente, ocupou o 5º andar do Edifício Chagas Dória, à Rua Sapucaí, 571. Desde 2008, tem sede própria à Avenida Álvares Cabral, 560, no bairro de Lourdes em Belo Horizonte.
No final de 2014, com a mudança administrativa ocorrida na Prefeitura Municipal, através do decreto n° 15.775, de 18 de novembro de 2014, o CRAV tornou-se Museu da Imagem e do Som (MIS-BH), efetivando o seu projeto inicial de operar como promotor e divulgador do patrimônio audiovisual da cidade de Belo Horizonte.

## Sede do Museu

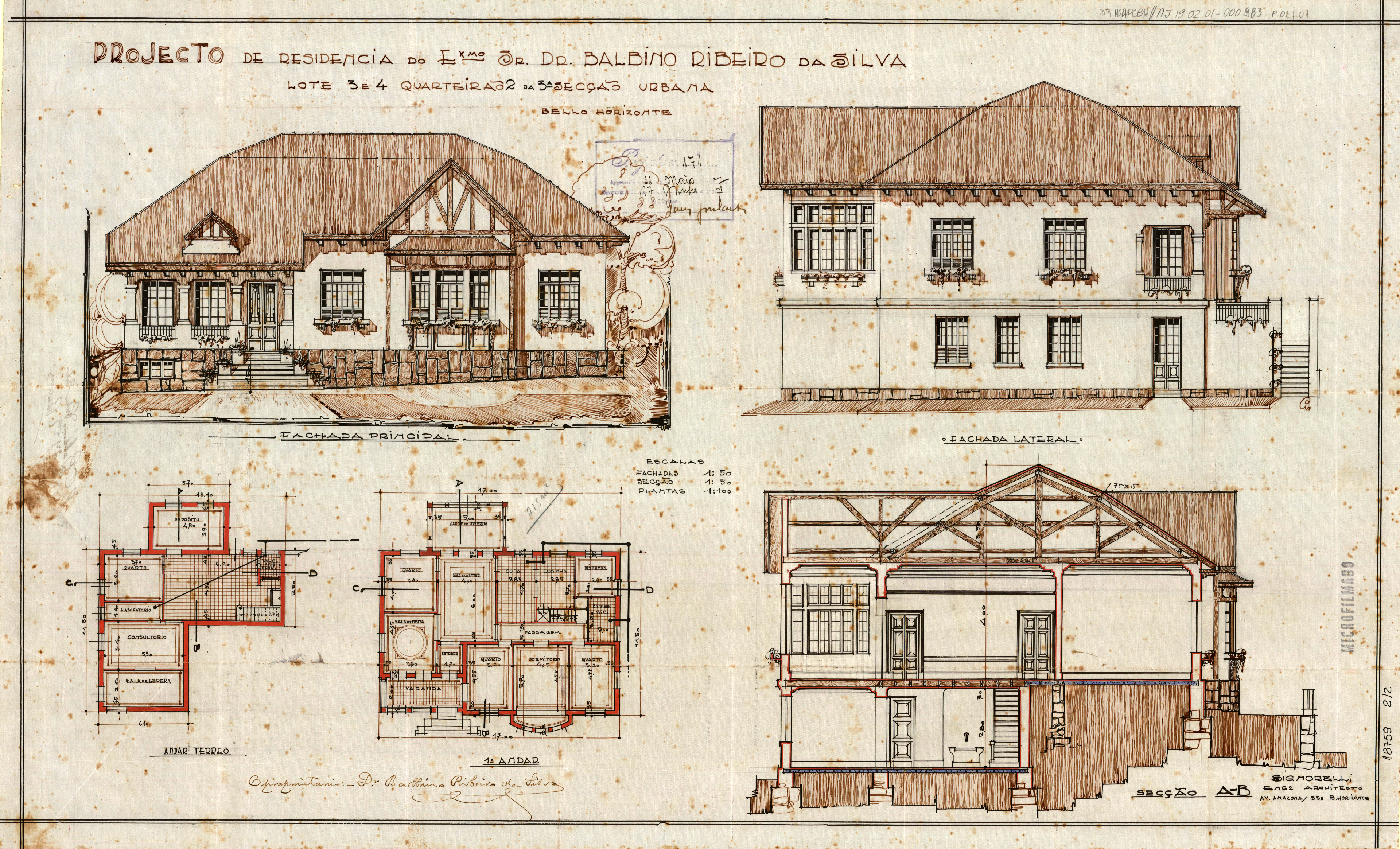
Projeto arquitetônico (1927)

A casa que hoje abriga o o Museu da Imagem e do Som foi construída originalmente como uma residência unifamiliar, tendo como primeiro proprietário o Dr. Balbino Ribeiro da Silva, médico de profissão. O projeto da casa é de 1927, do arquiteto mineiro Luiz Signorelli. Na planta original, o imóvel funcionaria como consultório médico no térreo e residência no andar de cima. Com a morte de Balbino em 1952, sua esposa, D. Maria José Resende Silva doou a residência ao Mosteiro Nossa Senhora das Graças, com a condição de usufruto da mesma até a sua morte, que ocorreu em 1992, em idade já centenária. 
Em 1994, o Conselho Deliberativo do Patrimônio Cultural do Município de Belo Horizonte tombou o imóvel, junto à outras edificações vizinhas (Conjunto Urbano Álvares Cabral e Adjacências). No ano 2000 é publicado o decreto de utilidade de desapropriação pela Prefeitura de Belo Horizonte.

## Exposições
O objetivo das exposições no MIS-BH é expor ao público parte do acervo da instituição, bem como receber mostras que dialoguem com sua missão de divulgador do patrimônio audiovisual. As exposições tem caráter temporário, podendo ser realizadas com diversas temáticas nas salas de exposição da sede, além de mostras itinerantes e virtuais. Desde sua inauguração em 2014, apresentou as seguintes exposições: 
| Data      | Exposição                                   |
| --------- | ------------------------------------------- |
| 2014-2015 | Tony Vieira: Um Cineasta Mineiro            |
| 2015-2018 | Som e Imagem: Memória, Registro e Movimento |
| 2018-2021 | TV Itacolomi: A Pioneira de Minas           |
| 2021-2023 | Cinejornais em Belo Horizonte               |